# 斯密式增長
斯密式增長是經濟學家亞當·斯密開創的第一代經濟增長理論，也叫斯密模型，一般指由市場交易、勞動分工和專業化驅動的經濟增長。
斯密式增長非常注重資本的重要性，認為資本能夠擴大市場規模。市場規模則可以擴大勞動規模和促成社會分工。因此市場規模越大，分工越精細，則經濟發展的速度越快。
斯密增長屬於古典增長模型，強調數量型增長而非效率型增長，更偏向於勞動和資本積累而非技術進步。斯密增長模型的局限性（如馬歇爾悖論）導致古典經濟學未能深入經濟增長的本質。